# 南投縣國姓鄉育樂國民小學
南投縣國姓鄉育樂國民小學是一所南投縣國姓鄉國民小學，地址位於南投縣國姓鄉柑林村中正路2段223號。於921大地震時摧毀，經由台灣佛教禪宗團體靈鷲山受前南投縣長彭百顯委託協助重建。成立南投縣北區賑災中心進行賑災工作，將災區所需的醫療、民生物資儘速送往災民手中。

## 外部連結
- 南投縣育樂國民小學
- 育樂國小重建手扎圖書查詢[永久]